# ハーグ条約 (1641年)
ハーグ条約（ハーグじょうやく、英語: Treaty of The Hague）は、1641年6月12日にネーデルラント連邦共和国（オランダ）とポルトガル王国の間で締結された、10年間の停戦条約。
条約は同時に攻守同盟の条約でもあり、連合艦隊を編成してスペインを攻撃する条項も盛り込まれた。停戦は両国の全ての領土に及ぶものだったが、実効性を持ったのはヨーロッパ大陸でのみだった。

## 背景
1580年、スペインとポルトガルが同君連合になり、イベリア連合が成立した。オランダは1581年にハプスブルク家のスペイン王フェリペ2世の統治権を否定し、フェリペ2世はポルトガルの港からオランダ人を締め出し、さらにイベリア連合とオランダの間の貿易を禁止した。オランダはブラジルの北東部地域とアンゴラを占領することでポルトガルの植民地との貿易を再開しようとし、これがオランダ海上帝国とイベリア連合との間の紛争の始まりとなった。
1640年12月1日、リスボンでポルトガル貴族とブルジョワジーが反乱を起こし、イベリア連合を終わらせジョアン4世をポルトガル王に即位させた。同年、ポルトガル王政復古戦争が勃発した。ジョアン4世はフランス王国、イングランド王国、オランダに使者を派遣し、スペインとの戦いのために同盟を締結しようとした。

## 署名と批准
条約は1641年6月12日にハーグでオランダのスターテン・ヘネラールの代表とジョアン4世の代表の間で署名された。ジョアン4世は1641年11月18日に、スターテン・ヘネラールは1642年2月20日に条約を批准した。